# Garmangabis

Garmangabis (Deae Garmangabi) ist der Name einer germanischen Göttin, die durch eine Weiheinschrift eines Votivsteins aus dem nordenglischen Ort Lanchester, Durham, südlich des Hadrianswalls aus dem 3. Jahrhundert überliefert ist.

## Auffindung und Inschrift

Der Votivstein wurde 1893 nordnordwestlich in mittelbarer Nähe des römischen Lagers „Longovicium“ bei Bauarbeiten für Wasserleitungen gefunden und noch im selben Jahr zuerst wissenschaftlich beschrieben. Der Stein ist seitdem im Portal der „All Saints“ Kirche in Lanchester aufgestellt.
Der aus Sandstein gefertigte relativ große Altar (137 × 61 cm) ist fast unbeschadet überliefert, lediglich an der Rückseite besteht an der rechten Seite ein größerer Materialabbruch. Der Stein ist an der Basis mit einem umlaufenden abgesetzten Sockel mit reliefierten Profilen an der Oberkante der Front- und Schmalseiten gefasst. Darüber findet sich die schmalere ungefasste Inschriftentafel und das auffällig mit runden und sternförmigen Ornamenten verzierte Kapital, das in derselben Breite des Sockels ausgeführt ist. Die Schmalseiten zeigen rechts die Dekore von Culter und eine Kanne („Urceus“) als sakrale Werkzeuge für die Opferhandlung. Die linke Schmalseite zeigt eine Patera und ein nicht weiter deutbares kreisrundes Objekt mit bogenförmigen Strahlen vom Zentrum hin zum Rand.
Das siebenzeilige Inschriftenfeld ist bis auf Rasuren in der Zeile 3. und 4. gut lesbar in üblicher Capitalis mit (teilweise erhaltenen) ringförmigen Worttrennern gehauen.
{{Zitat|Deae Gar/mangabi / et N(umini) [[Gor[di]]]/[ani] Aug(usti) n(ostri) pr[o] / sal(ute) vex(illationis) Suebo/rum Lon(govicianorum) Gor(dianae) vo/tum solverunt m(erito)}}Durch die Nennung des Gordian III. (dessen Name in Zeilen 3, 4 durch die Rasuren betroffen ist) wird die Zeit der Herstellung und Aufrichtung auf die Zeit um 240 n. Chr. datiert. Die Stifter waren eine dort stationierte suebische Vexillation.

## Name und Deutung
Beim germanischen Namen handelt es sich um ein Kompositum aus den Gliedern Garman-gabi(s). Das erste Glied besteht nach Günter Neumann aus dem Stamm Gar- und dem substantivbildenen Suffix -man- (aus *-mon-, -men-), dass das Ergebnis einer Handlung anzeigt (wie Samen = „was ausgesät wird“). Der Stamm Gar- stellt ger- mit der Bedeutung von „begehren, intensiv wünschen“ (aus idg. ĝher-). Das  inschriftliche a anstelle des zu erwartenden e erklärt Neumann mit dem Einfluss des keltischen Substrats auf das Sprech-Lateinische in Britannien wie regionale Schreibungen des Ethnonyms Germanus als Garmanus zeigen.
Das zweite durchsichtige Glied -gabis findet sich in weiteren Götternamen wie in den Belegen der Friagabis, den Mantronenbeinamen der Gabiae und Alagabiae der enthaltene Stamm gab- gehört zu geb- = „geben“. Neumann vergleicht weiters mit den skandinavischen (späteren) Belegen der Gefjon und mit dem Beinamen der Freyja Gefn wodurch der Aspekt dieser Göttinnen als „Schenkende“ deutlich wird. Den Wechsel von germ. i zu ja in den Kasusformen -gabi und -gabiabus vermutet Neumann einen alten, aus der indogermanischen Grundsprache, erhaltenen Ablauttypus wie beispielsweise im Beleg altindisch devi = „Göttin“ aus  devyās (Nominativ plural). Der in der frühgermanischen Zeit noch erhaltene Typ ist später in die femininen -jō- Stämme eingegangen (bandi,  bandjos = „die Bindende, das Band“).
Neumann deutet daher den Namen als Rektionskompositum mit der Bedeutung als die „das Begehrte gibt, die Wünsche erfüllt“. Andere Deutungen wie die von Grienberger oder von Kauffmann erklären den Namen als „die reichlich Spendende“, oder als „die germanische Gabis“ als Anbindung zum Ethnonym Germani.